# Вільнюський університет
Ві́льнюський університе́т (давніше Віленський університет, лит. Vilniaus universitetas) — найдавніший і найбільший вищий навчальний заклад серед Балтійських країн, розташований у столиці Литви Вільнюсі, один із найвідоміших університетів Північної Європи. Станом на жовтень 2022 року педагогічний та дослідний персонал складав 3348 осіб, також університет мав 23 517 студентів, докторантів, резидентів.
Університет був заснований у 1579 році як Віленська єзуїтська академія (колегія) Стефаном Баторієм, Великим князем Литовським і Королем Польщі. Це був третій найстаріший університет (після Краківської академії та Альбертини) у Речі Посполитій. Через поразку Листопадового повстання (1830—1831) університет було закрито. Він відновив роботу як Університет Стефана Баторія в Польщі (серпень 1919 року), за яким відбулася чергова радянська окупація в 1920 році, і менш ніж два роки Серединної Литви, включеної до складу Польщі в 1922 році.
Після вторгнення Радянського Союзу до Польщі у вересні 1939 року університет на короткий час перебував під керівництвом литовської влади (з жовтня 1939 року), а потім після радянської анексії Литви (червень 1940 року), яка переривалася періодом німецької окупації після операції «Барбаросса» з 1941 до 1944 року, адмініструвався як Вільнюський державний університет. 1945 року польська громада студентів і науковців Університету Стефана Баторія була переведена до Університету Миколи Коперника в Торуні. Після того, як Литва відновила свою незалежність у 1990 році, після розпаду Радянського Союзу, він відновив свій статус визначного університету Литви.
Університет складають 12 факультетів, 7 інститутів з правами факультетів, 4 міжфакультетні центри освіти та науки, а також найстаріша у Литві бібліотека, ботанічний сад, музей університету та інші неакадемічні підрозділи.
Університет входить до асоціації університетів Європи Утрехтська мережа, з 2016 року також до Коїмбрської групи найстаріших та найбільш значних університетів Європи.
Станом на 2022 рік, Вільнюський університет займає 400+ту позицію у рейтингу найкращих університетів світу за версією QS World University Rankings.

## Історія

### Річ Посполита
У 1568 році литовська шляхта попросила єзуїтів створити вищий навчальний заклад або у Вільнюсі, або у Каунасі. Наступного року Валеріан Протасевич, єпископ Вільнюса, придбав кілька будівель у центрі міста та заснував Віленську академію (Almae Academia et Universitas Vilnensis Societatis Jesu). Початково викладання велося латинською мовою, в університеті вивчали теологію, філософію та право. Перші студенти були зараховані до академії в 1570 році. Бібліотека при колегії була заснована в тому ж році, Сигізмунд II Август подарував 2500 книг для нової колегії. У перший рік існування в колегії навчалося 160 студентів.

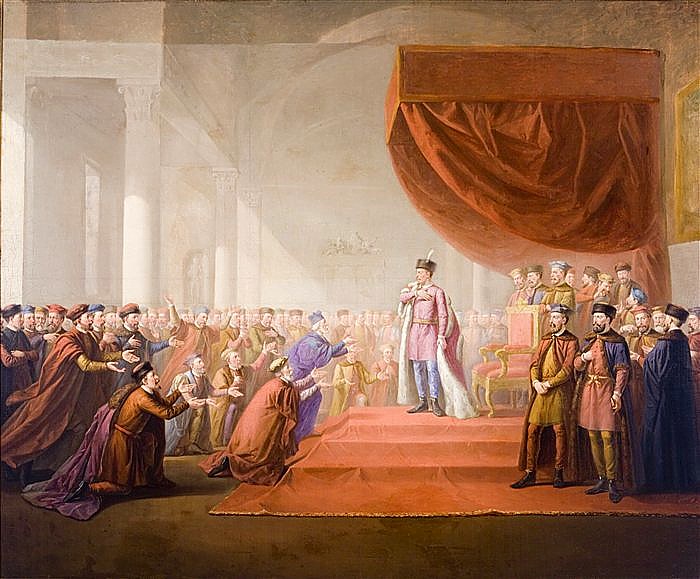
Стефан Баторій засновує академію у Вільно. Картина Вінценти Смоковського

1 квітня 1579 року Стефан Баторій, король Польщі та Великий князь Литовський, оновив академію та надав їй рівний статус із Краківською академією, створивши Alma Academia et Universitas Vilnensis Societatis Iesu. Його едикт був затверджений буллою папи Григорія XIII від 30 жовтня 1579 року. Першим ректором академії був Петро Скарґа. Він запросив багатьох науковців з різних куточків Європи та розширив бібліотеку за підтримки багатьох видатних осіб: Сигізмунда II Августа, єпископа Валеріана Протасевича та Казимира Льва Сапіги. Тодішні литовці становили близько третини студентів (у 1586 році було близько 700 студентів), інші були німці, поляки, шведи і навіть угорці.
У 1575 році князь Миколай Криштоф Радзивілл та Ельжбета Огінська заснували друкарню академії, одну з перших у регіоні. Друкарня видавала книги латинською та польською мовами, а також надрукувала першу збережену книгу литовською мовою у Великому князівстві Литовському в 1595 році. Це була Kathechismas, arba Mokslas kiekvienam krikščioniui privalus авторства Мікалоюса Даукші.
Зростання академії тривало до XVII століття. Наступна епоха, знана як Потоп, призвела до різкого падіння кількості студентів, які вступали до закладу, і якості програм. У середині XVIII століття органи освіти намагалися відновити академію. Це призвело до заснування Томашем Жебровським у 1753 році першої обсерваторії в Речі Посполитій (четвертого подібного професійного закладу в Європі). Едукаційна комісія, перше в світі міністерство освіти, взяла під контроль академію в 1773 році і перетворила її на сучасний університет. Мова навчання (як і всюди у вищих навчальних закладах Речі Посполитої) змінилася з латинської на польську. Завдяки ректору академії Марціну Почобут-Одляницькому в 1783 році академія отримала статус «Основної школи» (пол. Szkoła Główna). Світська влада, яка керувала академією після розпуску ордену єзуїтів, склала новий статут. Школа отримала назву Academia et Universitas Vilnensis.

### Російська імперія
Після поділів Речі Посполитої Вільнюс був анексований Російською імперією. Проте Едукаційна комісія зберігала контроль над академією до 1803 року, коли російський цар Олександр I прийняв новий статут і перейменував її в Імператорський Віленський університет (Императорскій Виленскій Университетъ). Заклад отримав права управління всіма навчальними закладами колишнього Великого князівства Литовського. Серед важливих осіб були куратор (губернатор) Адам Єжи Чарторийський та ректор Ян Снядецький.
Університет продовжував розвиватись. У ньому використовувалася польська мова навчання, хоча до навчальної програми було додано російську. Він став відомий своїми дослідженнями білоруської та литовської культури. До 1823 року він був одним із найбільших у Європі; кількість студентів перевищила кількість студентів Оксфордського університету. Кілька студентів, серед них поет Адам Міцкевич, були заарештовані в 1823 році за змову проти царя (приналежність до філоматів). 1832 року, після Листопадового повстання, університет був закритий російським царем Миколою I.

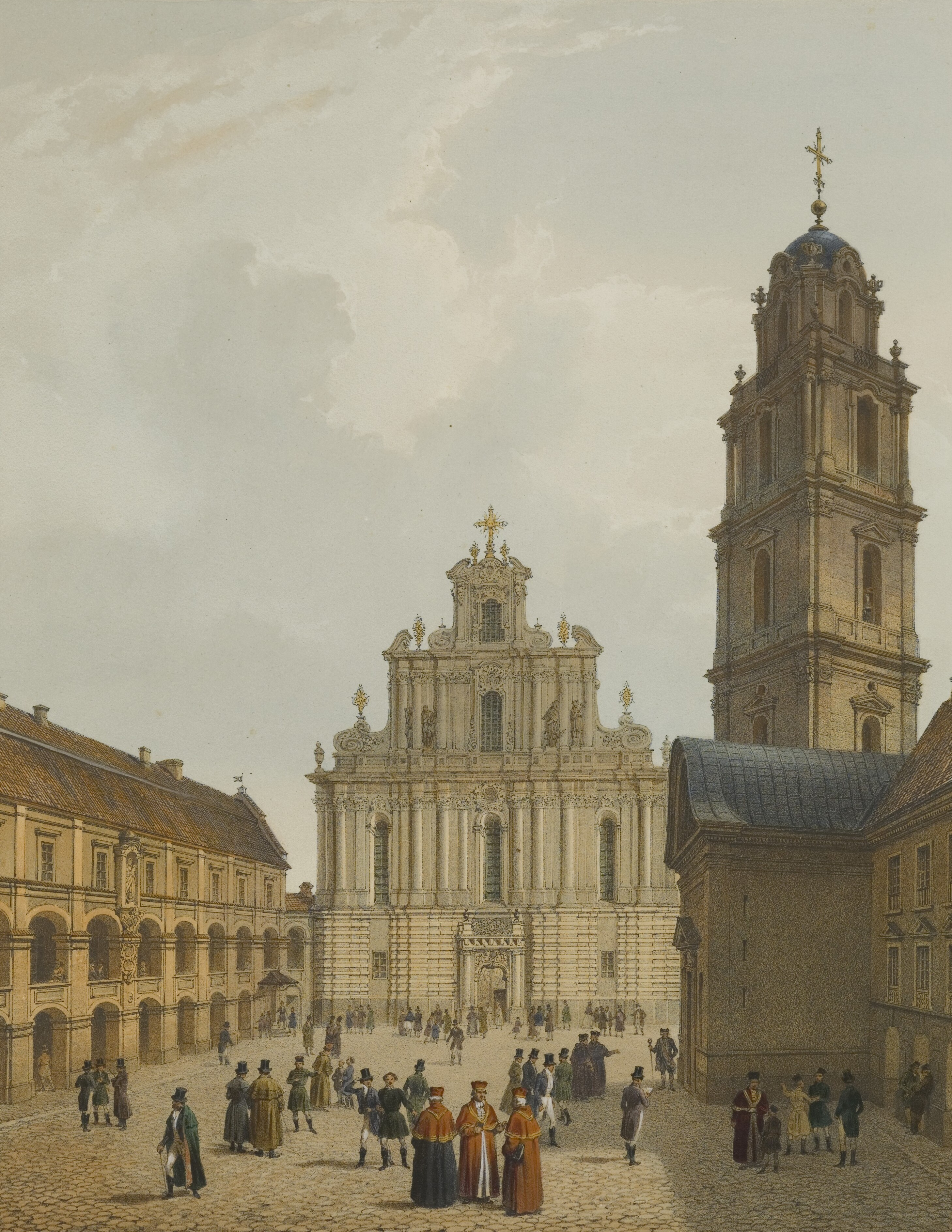
Вільнюський університет на літографії XIX століття

Два факультети були перетворені в окремі школи: Медико-Хірургічну Академію (Akademia Medyko-Chirurgiczna) та Римсько-Католицьку Академію (Rzymsko-Katolicka Akademia Duchowna), але незабаром їх також закрили. Медико-хірургічну академію перетворили на медичний факультет Київського університету (нині Національний медичний університет імені Богомольця), а Римсько-Католицьку — на Санкт-Петербурзьку римо-католицьку богословську академію (після Жовтневої революції 1917 року переїхала до Польщі, де стала Люблінським католицьким університетом). Репресії після невдалого повстання включали заборону польської та литовської мов; уся освіта цими мовами була припинена.

### 1918—1939 роки
Перші спроби відновити наукову установу у Вільнюсі були зроблені після революції 1905 року. 22 жовтня 1906 року польською інтелігенцією було створено Товариство друзів науки у Вільно (TPN). Після початку Першої світової війни та німецької окупації міста TPN зробила спробу відтворити університет зі створенням так званих вищих наукових курсів. На жаль, як TPN, так і Курси незабаром були закриті німецькими чиновниками.
Литва проголосила свою незалежність у лютому 1918 року. Університет разом з рештою Вільнюса та Литви відкривався тричі між 1918 і 1919 роками. Литовська національна рада відновила його в грудні 1918 року, а заняття розпочалися 1 січня 1919 року. Цей план перервало вторгнення Червоної армії. Литовський комуніст Вінцас Капсукас-Міцкявічюс виступив ініціатором плану знову відкрити його як «Університет праці» в березні 1919 року в Литовській Радянській Соціалістичній Республіці (пізніше в Литовсько-Білоруській Радянській Соціалістичній Республіці), але місто було захоплене Польщею в квітні 1919 року. Маршал Юзеф Пілсудський знову відкрив його як Університет Стефана Баторія (Uniwersytet Stefana Batorego) 28 серпня 1919 року. У 1920 року місто знову потрапить до Рад, які передадуть його Литовській державі після поразки у битві під Варшавою. Нарешті, після заколоту Желіговського та загальних виборів Республіки Середня Литва 1922 року, Вільнюська область була згодом анексована Польщею. У відповідь на суперечку щодо регіону багато литовських науковців переїхали до Університету Вітовта Великого в Каунасі, міжвоєнній столиці.

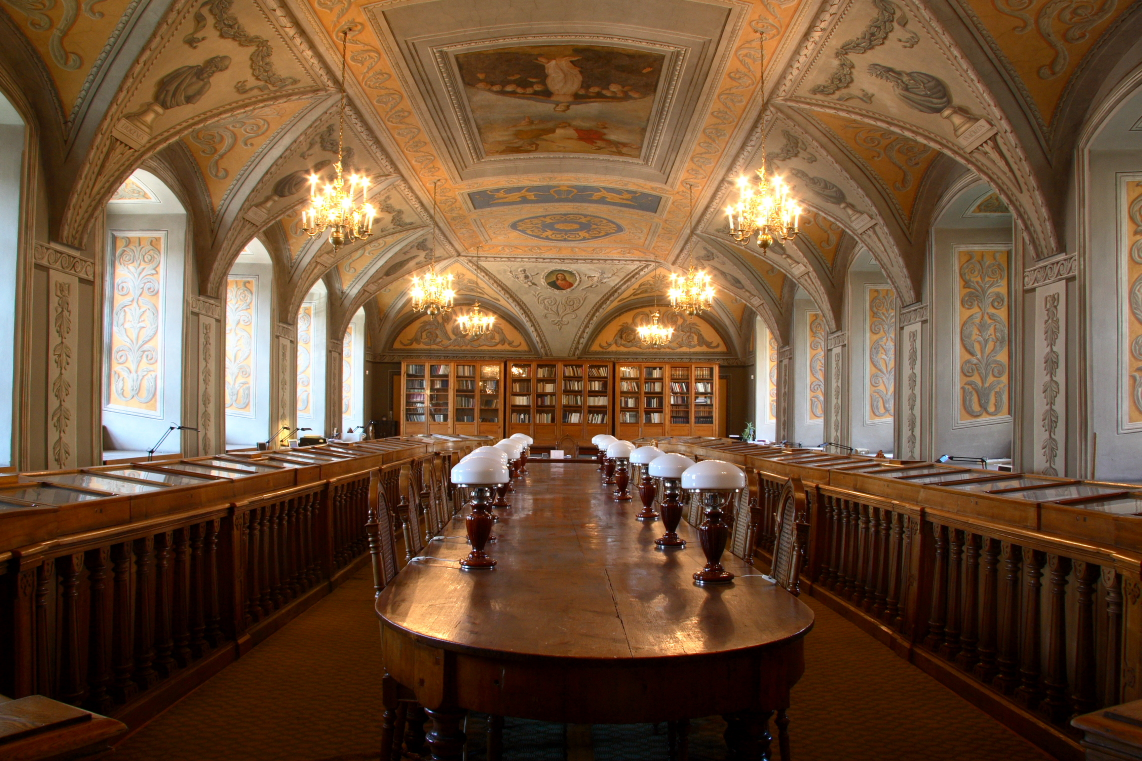
Зала Францішека Смуглевича в бібліотеці Вільнюського університету.

Університет швидко відновився та здобув міжнародний авторитет, головним чином завдяки присутності відомих учених, таких як Владислав Татаркевич, Маріан Здзеховський та Генрик Нєводнічанський. Серед студентів університету в той час був майбутній лауреат Нобелівської премії Чеслав Мілош. Університет швидко розвивався завдяки державним дотаціям і приватним пожертвуванням. Її бібліотека містила 600 000 томів, включно з історичними та картографічними матеріалами, які все ще перебувають у її розпорядженні. 1938 року університет складався з 7 інститутів, 104 наукових підрозділів (в тому числі дві лікарні) та мав 123 професорів та 3110 студентів.
Серед іноземних студентів університету було 212 росіян, 94 білоруси, 85 литовців, 28 українців і 13 німців. Антисемітизм посилився протягом 1930-х років, і в університеті була запроваджена система «лавкового гетто», через яке єврейські студенти мали сидіти в окремих зонах. Вибухнуло насильство; Університет був закритий на два тижні протягом січня 1937 року. У лютому єврейським студентам було відмовлено у вході на його територію. Після цього факультету було дозволено вирішувати на індивідуальній основі, чи слід дотримуватися сегрегації в їхніх класах, і виключати тих студентів, які не підкоряться. 54 єврейських студентів було виключено, але їм дозволили повернутися наступного дня відповідно до компромісу, згідно з яким окрім єврейських студентів, литовські, білоруські та «польські демократичні» студенти мали сидіти окремо. Ректор університету Владислав Яковіцький подав у відставку на знак протесту проти запровадження «лавкового гетто».

### Друга світова війна
Після нападу на Польщу університет продовжив свою діяльність. Незабаром місто було окуповано Радянським Союзом. Більшість професорів повернулися після закінчення військових дій, і факультети знову відкрилися 1 жовтня 1939 року. 28 жовтня Вільнюс був переданий Литві, яка вважала попередні вісімнадцять років окупацією своєї столиці Польщею. Університет був закритий 15 грудня 1939 року владою Литовської Республіки. Усі викладачі, співробітники та приблизно 3000 студентів були звільнені. Студентам наказали покинути гуртожитки; 600 потрапили в табір для біженців. Професори змушені були залишити свої університетські квартири. Після політики литвінізації на його місці було створено новий університет під назвою «Vilniaus universitetas». Його викладачі прибули з Каунаського університету. У новому статуті було зазначено, що Вільнюський університет керуватиметься відповідно до статуту Каунаського університету Вітаутаса Великого, а також будуть створені програми та факультети литовської мови. Литовська мова була названа офіційною мовою університету. 22 січня розпочався новий навчальний семестр; тільки 13 нових студентів мали колишнє польське громадянство.
Польські факультети права та соціальних наук, гуманітарних наук, медицини, богослов'я, математики та природничих наук продовжували працювати підпільно, лекції та іспити проводилися на приватних квартирах до 1944 року. Серед польських професорів, які брали участь у підпільних курсах, були Іво Яворський, Казімеж Петрусевич і Броніслав Врублевський. Після війни дипломи підпільних університетів приймали багато польських університетів. Незабаром після анексії Литви Радянським Союзом, попри те, що деяким польським професорам було дозволено відновити викладання, багато інших (разом з деякими литовськими професорами), яких вважали «реакційними», було заарештовано та відправлено до в'язниць і ГУЛАГів Росії та Казахстану. У період з вересня 1939 по липень 1941 радянська влада заарештувала та депортувала дев'ятнадцять польських викладачів і колишніх викладачів Університету Стефана Баторія, з яких дев'ятеро загинули: професори Станіслав Цивінський, Владислав Яковіцький, Ян Кемпістий, Юзеф Марцинкевич, Тадеуш Колачинський, Пьотр Офіцяльскі, Влодзімєж Годловський, Костянтин Пєткевич і Костянтин Сокол-Соколовський, п'ять останніх були жертвами Катинської різанини.
У 1941 році місто було окуповане Німеччиною, і всі вищі навчальні заклади для поляків були закриті. З 1940 до вересня 1944 року під наглядом німецької окупаційної влади під керівництвом литовського професора та активіста Миколаса Біржишки Вільнюський університет був відкритий для литовських студентів. 1944 року багато польських студентів брали участь в операції «Гостра Брама». Більшість із них згодом були заарештовані НКВД і зазнали репресій за участь у опорі Армії Крайової.

### Радянський період

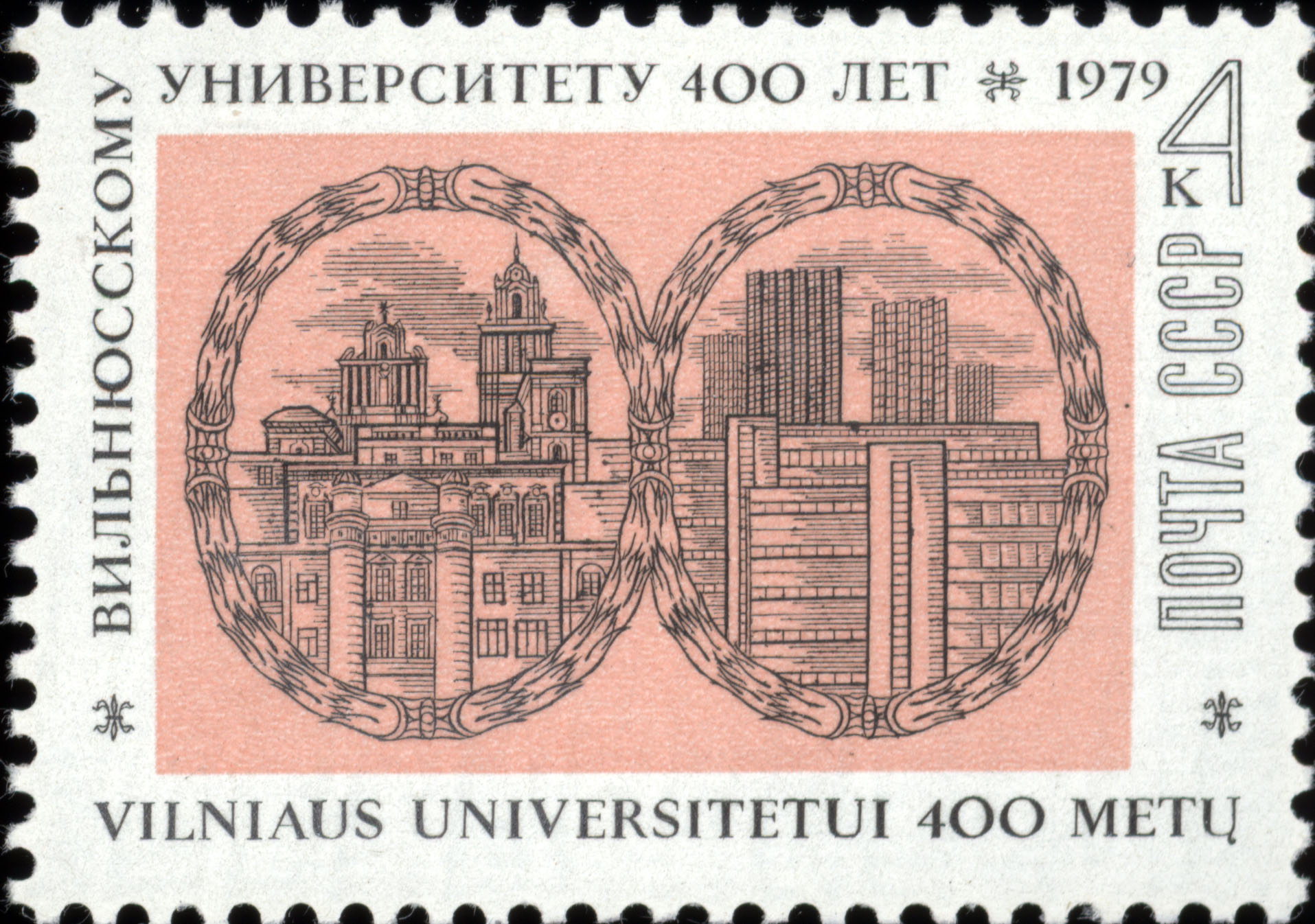
Поштова марка СРСР «Вільнюському університету 400 років» (1979)

Освічені поляки після Другої світової війни були переміщені до Польської Народної Республіки під керівництвом Державної репатріаційної служби. У результаті, багато колишніх студентів і професорів університету Стефана Баторія вступили до польських університетів. Щоб підтримувати зв'язок один з одним, професори вирішили переводити цілі факультети. Після 1945 року більшість математиків, гуманістів і біологів приєдналися до Університету Миколи Коперника в Торуні, тоді як ряд медичних факультетів утворили ядро щойно заснованого Медичного університету Гданська. Торуньський університет часто вважають продовжувачем польських традицій Університету Стефана Баторія.
У 1955 році університет був названий на честь Вінцаса Капсукаса. Після нагородження орденом Трудового Червоного Прапора в 1971 році і орденом Дружби народів у 1979 році його повна назва до 1990 року була Вільнюський ордена Трудового Червоного Прапора та ордена Дружби народів державний університет імені В. Капсукаса. Попри стримування радянської системи, Вільнюський університет ріс і набував значення та розвивав власну, литовську ідентичність. Вільнюський університет почав звільнятися від радянської ідеології в 1988 році завдяки політиці гласності.

### Після 1990 року
11 березня 1990 року Литва проголосила незалежність, і університет відновив автономію. З 1991 року Вільнюський університет є підписантом Великої хартії європейських університетів. Він є членом Європейської асоціації університетів (EUA) та Конференції ректорів університетів Балтії.

## Сучасність

Університетський двір та Церква св. Іванів. Сучасне фото

Університет становлять 11 факультетів, бізнес-школа, інститут міжнародних відносин та політичних наук та Шауляйська академія. Також до універстиету належать найстаріша в Литві бібліотека, 2 університетських лікарні, астрономічна обсерваторія, ботанічний сад, культурний та спортивний центри, видавництво і костел Святих Іванів (Івана Хрестителя та Івана Богослова) (лит. Šv. Jono Krikštytojo ir Šv. Jono apaštalo ir evangelisto bažnyčia).
Станом на жовтень 2022 року педагогічний та дослідний персонал складав 3348 осіб, також університет мав 23517 студентів, докторантів, резидентів.

### Рейтинги
Вільнюський університет займає 400-те місце у рейтингу найкращих університетів світу за версією QS World University Rankings, також займає 19-ту позицію у регіоні Європи, що розвивається, та Центральній Азії. Також станом на 2022 рік займає 801-шу позицію у списку глобальних університетів за версією U.S. News & World Report, 701-шу — 800-ту позицію у академічному рейтингу світових університетів за версією Shanghai Ranking та 801-шу — 1000-ну позицію світового рейтингу університетів 2023 року за версією Times Higher Education.
Станом на 2022 рік займає 817-ту позицію у світі у бібліометричному рейтингу Лейденського університета та 772-гу у вебометричному рейтингу університетів світу.

## Структура
| №  | Назва підрозділу                                                     |
| 1  | Історичний факультет                                                 |
| 2  | Комунікаційний факультет                                             |
| 3  | Факультет математики та інформатики                                  |
| 4  | Медичний факультет                                                   |
| 5  | Юридичний факультет                                                  |
| 6  | Фізичний факультет                                                   |
| 7  | Філологічний факультет                                               |
| 8  | Філософський факультет                                               |
| 9  | Факультет хімії та природничих наук                                  |
| 10 | Факультет економіки та бізнес адміністрування                        |
| 11 | Вільнюська Бізнес Школа                                              |
| 13 | Каунаський факультет                                                 |
| 14 | Шауляйська академія (приєднаний у 2020 році Шауляйський університет) |
| 15 | Інститут міжнародних відносин та політичних наук                     |
| 16 | Центр наук про життя                                                 |

|  | — факультети |  | — інститути |  | — наукові центри |

### Бібліотека

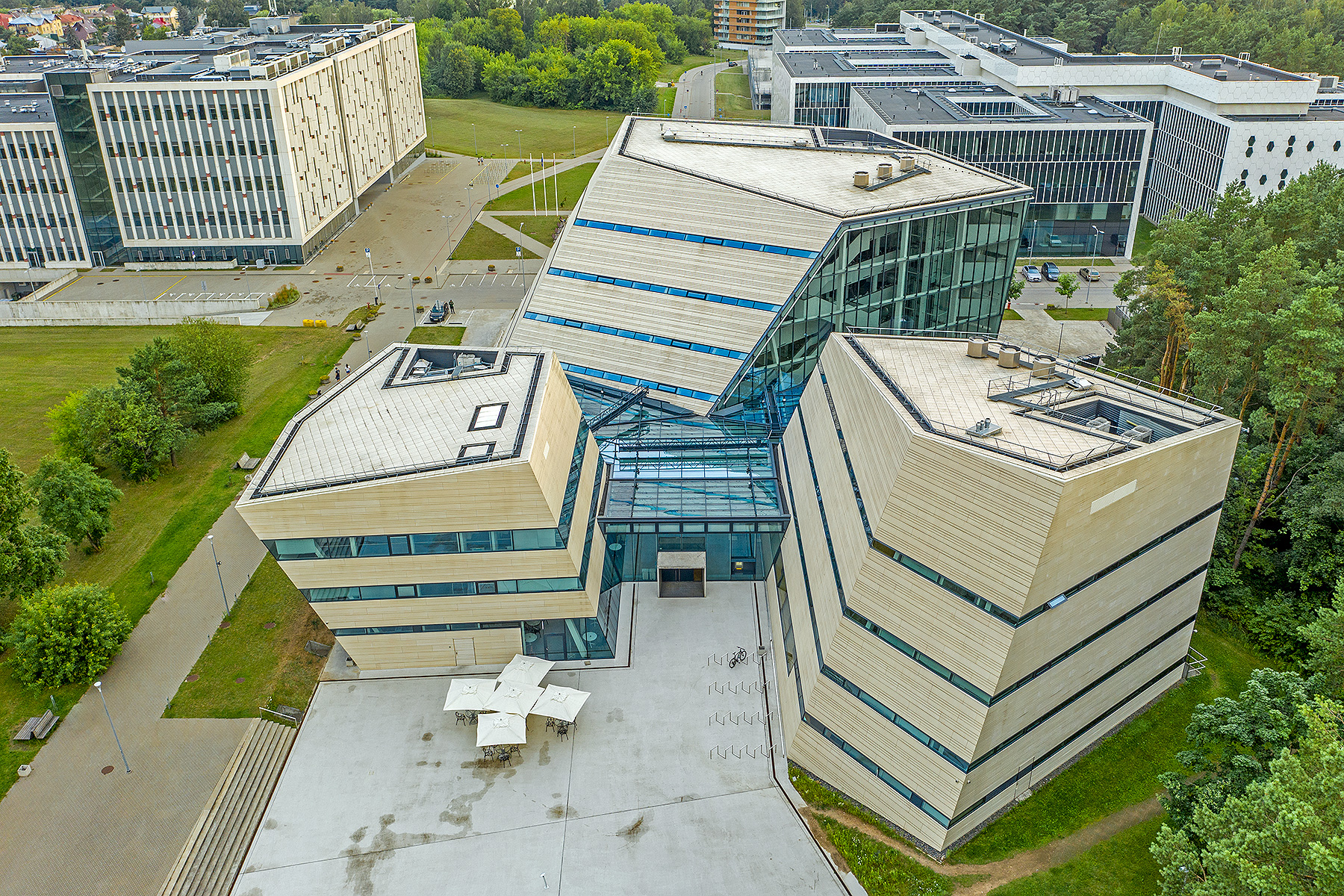
Відділення бібліотеки та Комунікаціний та інформаційний центр у районі Саулетекіс

Історія університетської бібліотеки веде свій початок від часів бібліотеки єзуїтської колегії, яка згідно з заповітом короля Сигизмунда Августа отримала після його смерті 7 липня 1572 року багаті збори книг короля-бібліофіла.
У фондах бібліотеки понад 5,3 млн видань, серед них 178 306 виданих в XV—XVIII століттях, понад 250 тис. рукописних документів (починаючи з XIII століття).
У бібліотеки понад 27 тис. читачів.

### Кампус

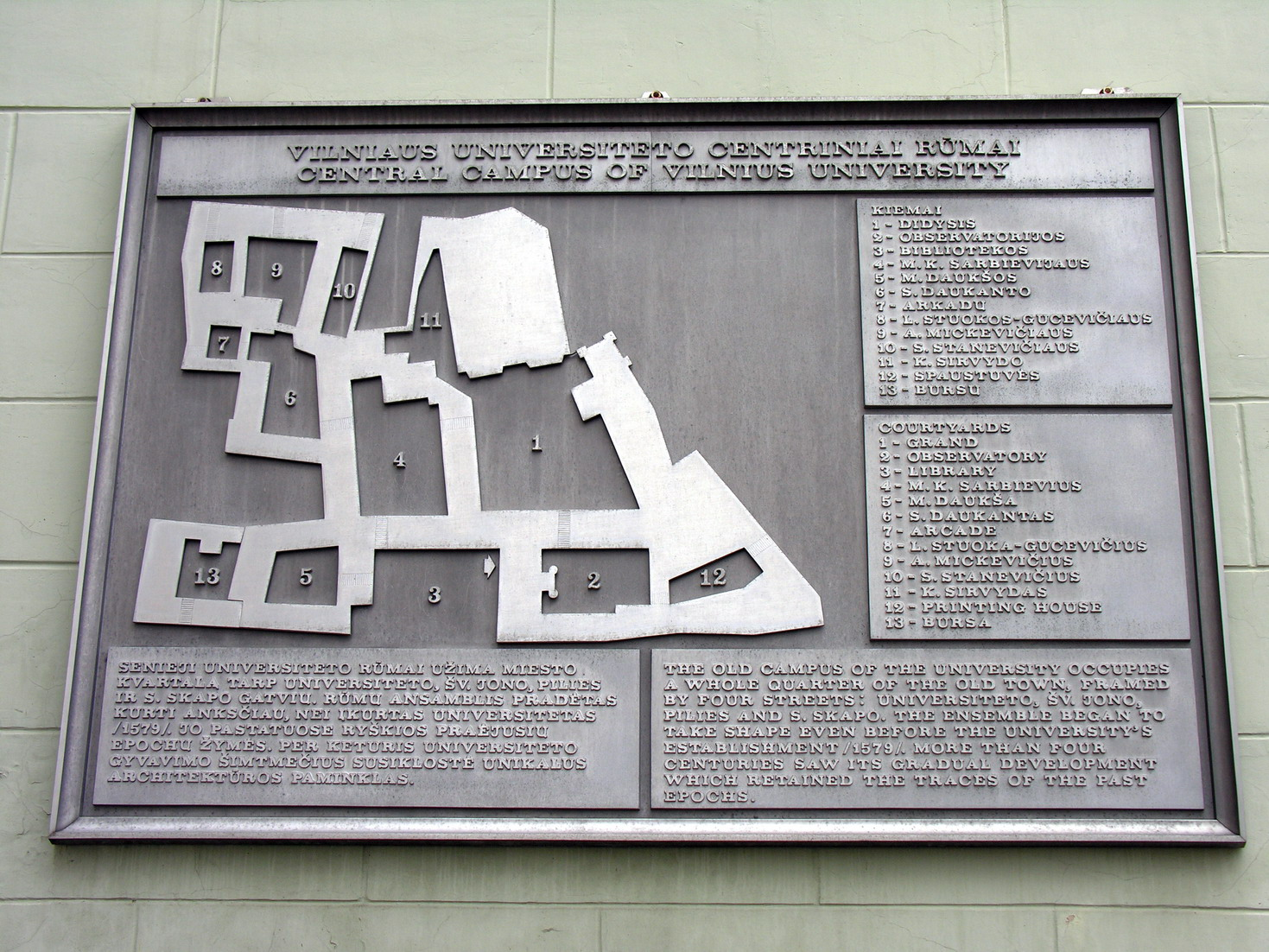
Схема ансамблю Вільнюського університету в історичному центрі

Університет займає кілька будівель та комплексів будівель у різних районах Вільнюса. В ансамблі Вільнюського університету в історичному центрі міста розташовуються костел Святих Іванів, адміністрація, бібліотека, історичний, філологічний та філософський факультети. Ансамбль у центрі міста складається з 13 будинків та 13 внутрішніх двориків.
Факультети фізики, економіки, права та комунікації, а також бізнес-школа, Центр наук про життя та інформаційний центр розташовані в районі Саулетекіс.

## Ректори
На чолі університету стоїть ректор. До 2014 року обирався Сенатом у спосіб, відповідно до процедури у Статуті університету. Нині обрається Університетською радою. З 22 січня 2020 року ректором Вільнюського університету є Рімвідас Петраускас.

## Відомі люди

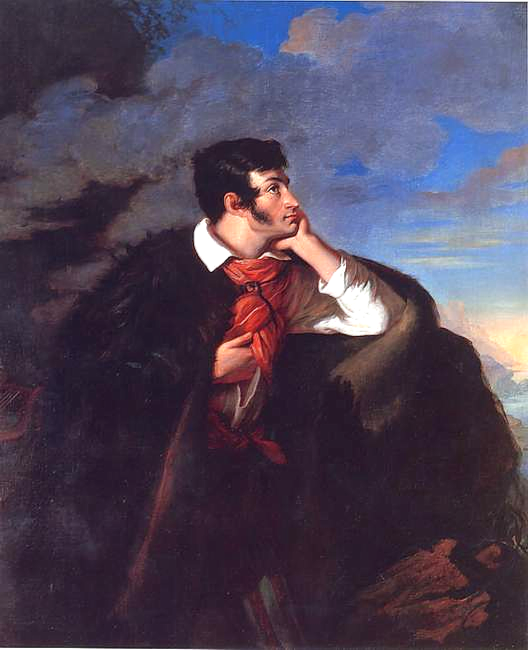
Адам Міцкевич, вважається одним із найкращих європейських поетів

### Викладачі
- Альфредас Бумблаускас, історик
- Едвардас Ґудавічус, історик
- Ян Рустем, професор живопису
- Джозеф Сандерс, художник та гравер
- Карсавін Лев Платонович, філософ та історик
- Константінас Сірвідас, лексикограф
- Зіґмас Зінкявічюс, лінгвіст та професор
- Юрас Баніс, фізик

### Випускники
| - Олександер Ходзько, поет - Абламович Ігнатій Карлович, педагог; - Йонас Кубілюс, математик - Саломея Заксайте, шахістка, правознавець - Адам Єжи Чарторийський - Сімонас Даукантас, історик - Домейко Ігнатій Іполітович, засновник Університету Сантьяго - Георг Форстер, природознавець та етнолог - Йоган Петер Франк, лікар - Марія Ґімбутас, археолог - Александр Кароль Гроза, поет - Станіслав Боніфацій Юндзілл, ботанік - Юзеф Ігнацій Крашевський, письменник - Йоахим Лелевель, історик та політичний діяч - Генрик Ловмянський, історик | - Адам Міцкевич, поет - Чеслав Мілош, поет, Нобелівський лауреат - Ґітанас Науседа, президент Литви - Кароль Подчашинський, архітектор - Мацей Сарбевський, поет - Сенковський Осип Іванович, сходознавець та журналіст - Казимир Семенович, інженер і теоретик артилерії - Вірджинюс Шикшніс, біохімік - Юліуш Словацький, поет - Ян Снядецький, астроном - Анджей Снядецький, біолог та лікар - Томас Венцлова, письменник та перекладач - Альберт Віюк-Коялович, історик - Якуб Вуєк, перекладач та філософ - Томаш Зан, поет |

Також в університеті був вільним слухачем Тарас Шевченко.